# Palaquium hornei
Palaquium hornei là một loài thực vật có hoa trong họ Hồng xiêm. Loài này được (Hartog ex Baker) Dubard mô tả khoa học đầu tiên năm 1909.